# Sylvia (pjäs)
Sylvia är en teaterpjäs av A R Gurney som hade urpremiär på Manhattan Theatre Club i New York våren 1995 med Sarah Jessica Parker i rollen som Sylvia. Året därpå gick den i West End med Zoë Wanamaker som Sylvia.
Hösten 1996 fick Sylvia sin svenska premiär på Folkan i Klas Östergrens översättning och Rickard Günthers regi. Östergren beskrev i programbladet Sylvia som "ett komisk triangeldrama på åtta ben". Sylvia handlar nämligen om den medelålders mannen Greg som går ut i en park för att lugna ner sig och träffar på den bedagade Sylvia. Greg och Sylvia fattar omedelbart tycke för varann och han tar med henne hem till sin hustru. Sylvia är dock ingen vanlig älskarinna. Hon är en hund.
Sylvia gjordes av Birgitta Andersson och Greg av Jonas Falk. Kate, Gregs hustru, spelades av Viveka Seldahl. Lars Göran Persson gjorde de tre rollerna Tom, Fillie och Leslie.
Hösten 2015 sattes Sylvia åter upp på Broadway med Julie White som Sylvia och Matthew Broderick som Greg.